# Anabaptismo

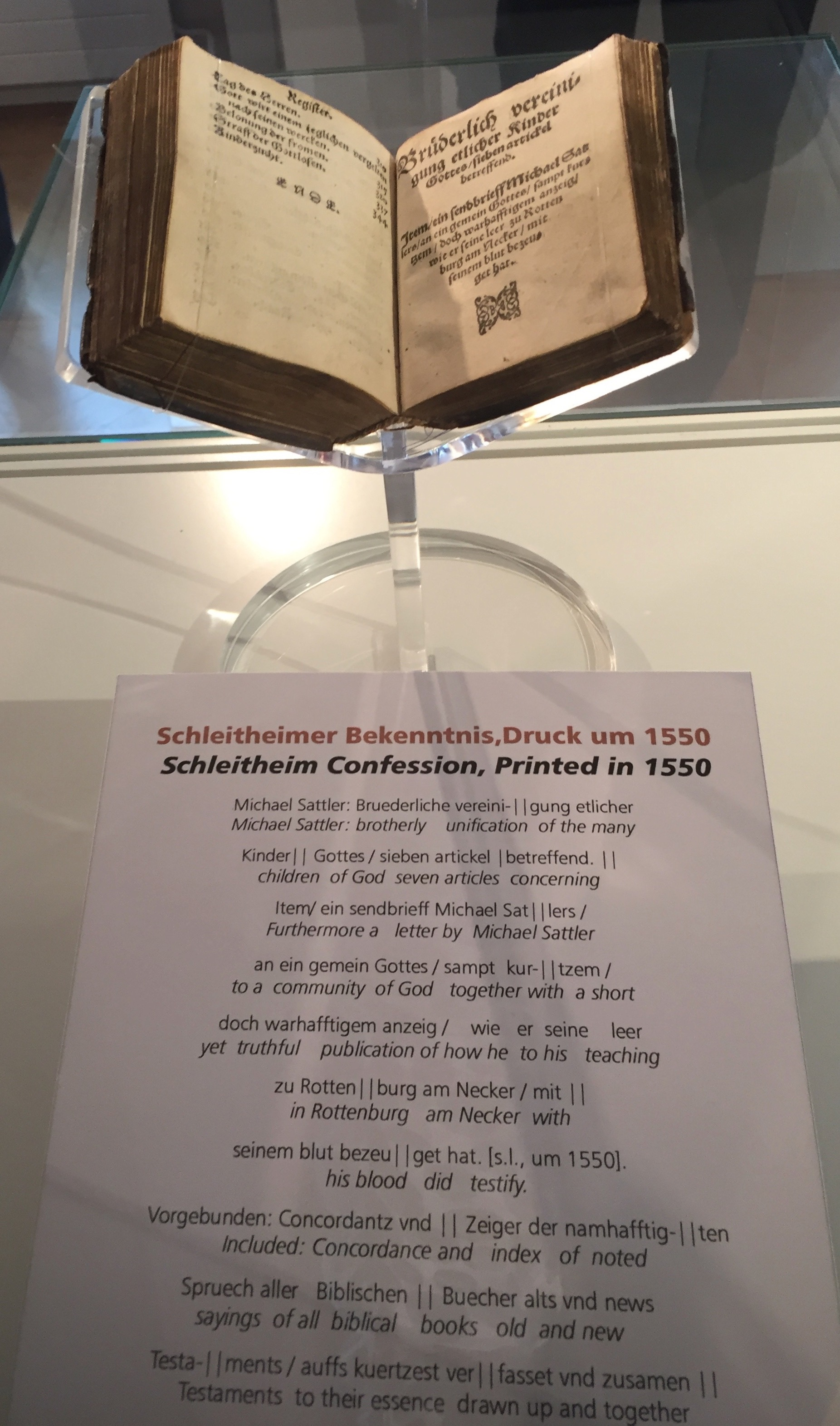
Confesión de Schleitheim impresa en 1550, exhibida en la Sala Anabaptista del Museo de Historia Local en Schleitheim, Suiza.

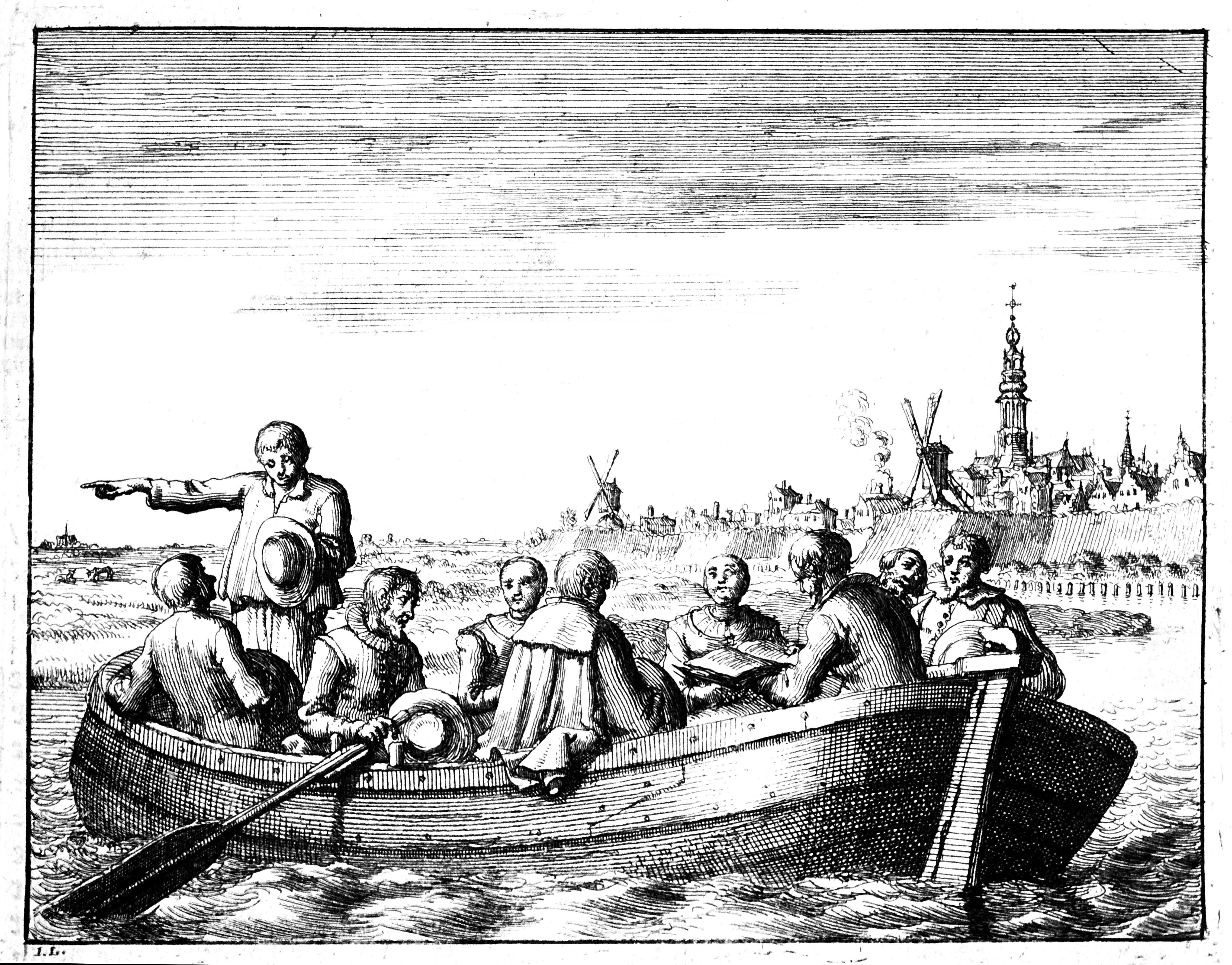
Anabaptistas reunidos en secreto en la barca de Peter Piersz.
Ilustración de Jan Luyken.

El anabaptismo es un movimiento procedente de la reforma radical. Los principales grupos anabautistas  o anabaptistas son los amish, los huteritas, los menonitas y la Iglesia de los Hermanos.

## Etimología y origen del término
El nombre anabaptista (del prefijo ana-, «de nuevo», y el griego «el que bautiza») se refiere a «rebautizar» o «bautizar de nuevo». Dicho nombre les fue impuesto por sus detractores, pues los anabaptistas consideran inválido el bautismo infantil y así, el segundo bautismo como adulto creyente era de hecho el primer bautismo válido. Baltasar Hubmaier, teólogo entre los primeros anabaptistas, escribió:

Nunca he enseñado el anabautismo. ... sino el bautismo correcto de Cristo, el cual debe ser precedido por la enseñanza y la confesión auricular de fe. Es lo que enseño, y digo que el bautismo de infantes es desplazarse del correcto bautismo de Cristo.
Hubmaier, Balthasar (1526), Short apology.[14]: 204

Los anabaptistas abogan por el bautismo de creyentes adultos (de acuerdo con su interpretación de Marcos 16:16), pues consideran, por una parte, que los niños son salvos (según Mateo 18:2-4) y, por otra, que el bautismo es como símbolo de fe, la cual no manifiesta un bebé.

## Orígenes

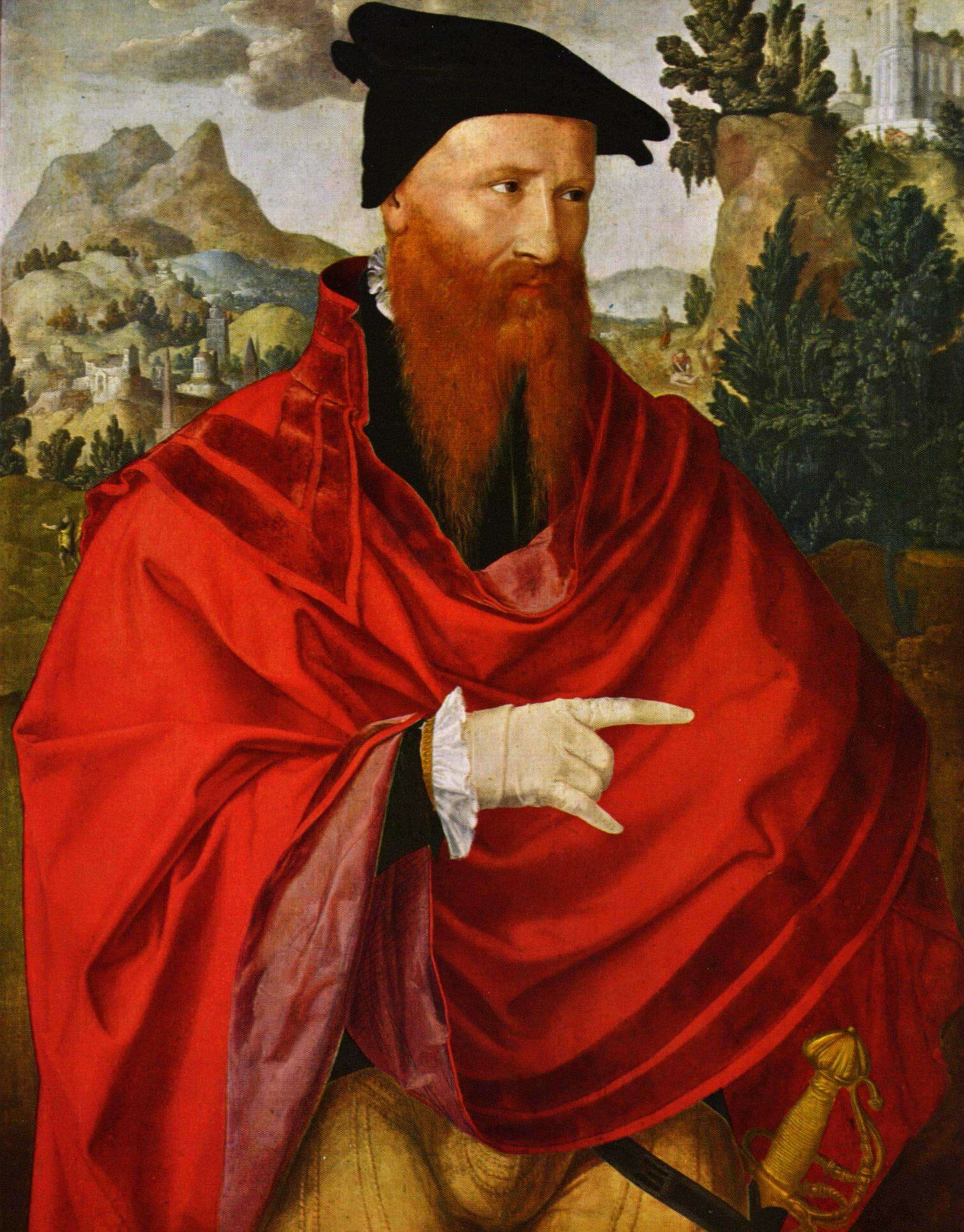
David Joris, polémico líder de los anabaptistas en Delft y Basilea.

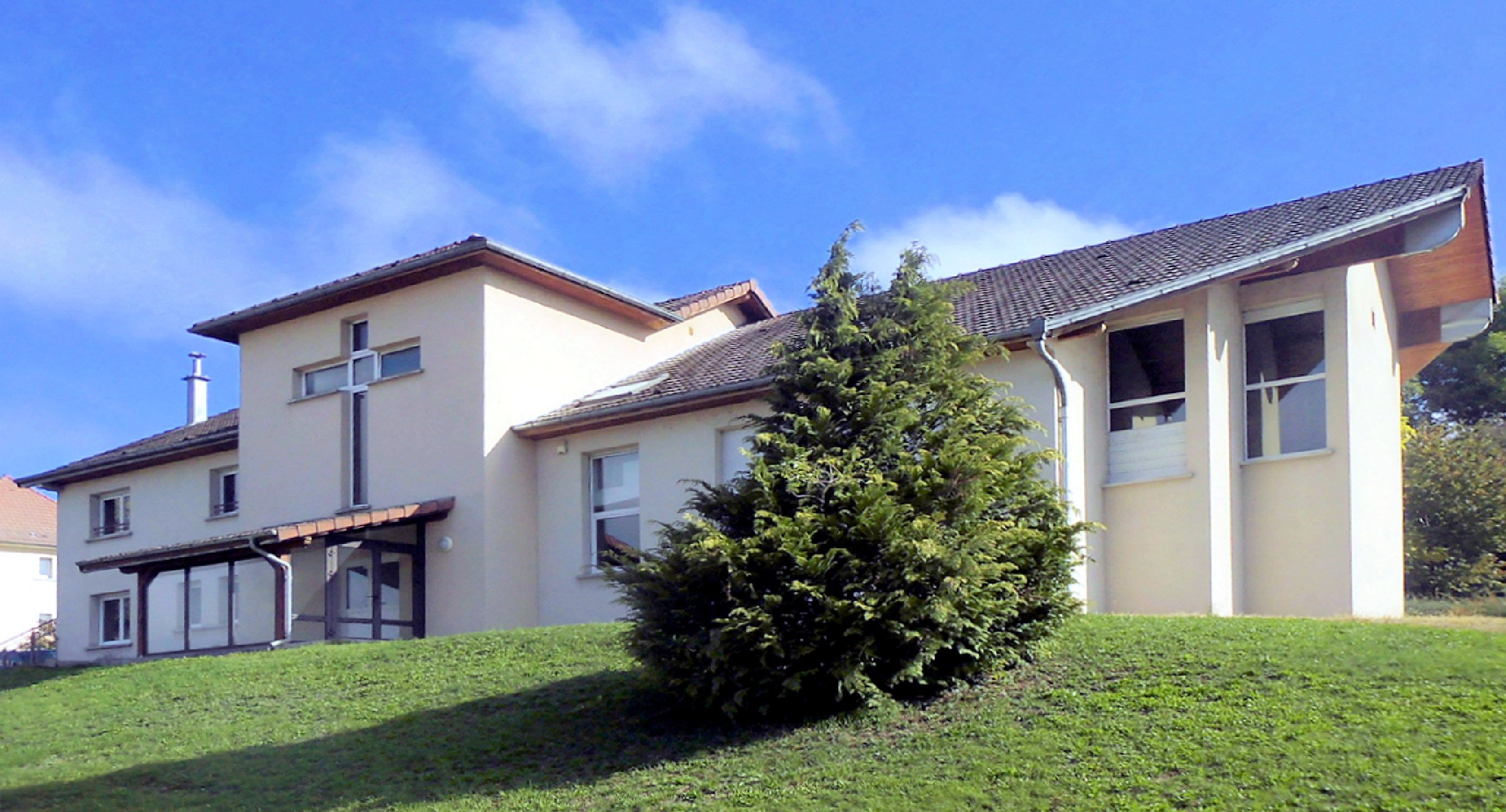
Iglesia Evangélica Menonita en Altkirch, Asociación de Iglesias Evangélicas Menonitas de Francia.

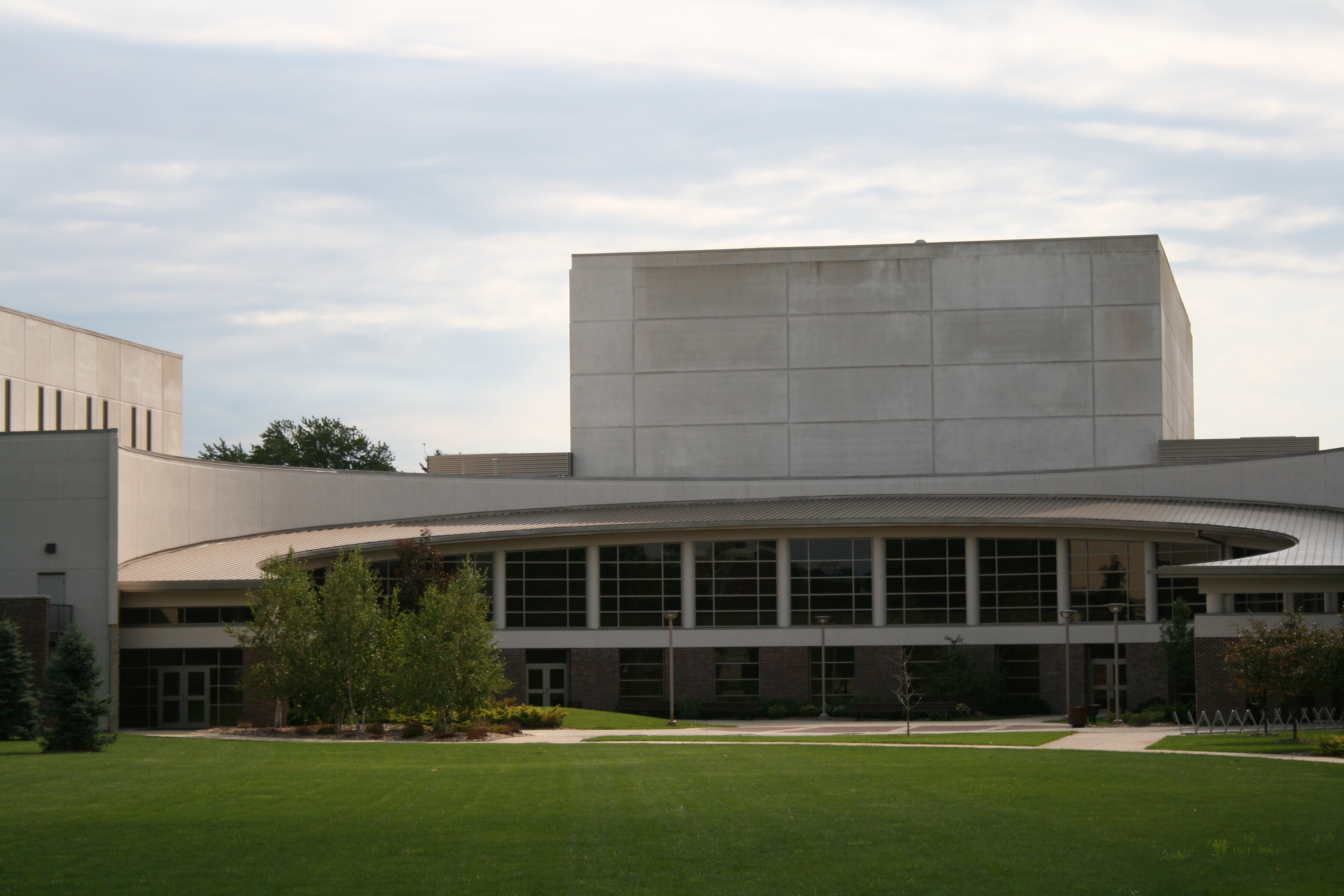
Centro de música del Goshen College en Goshen (Indiana), Mennonite Church USA.

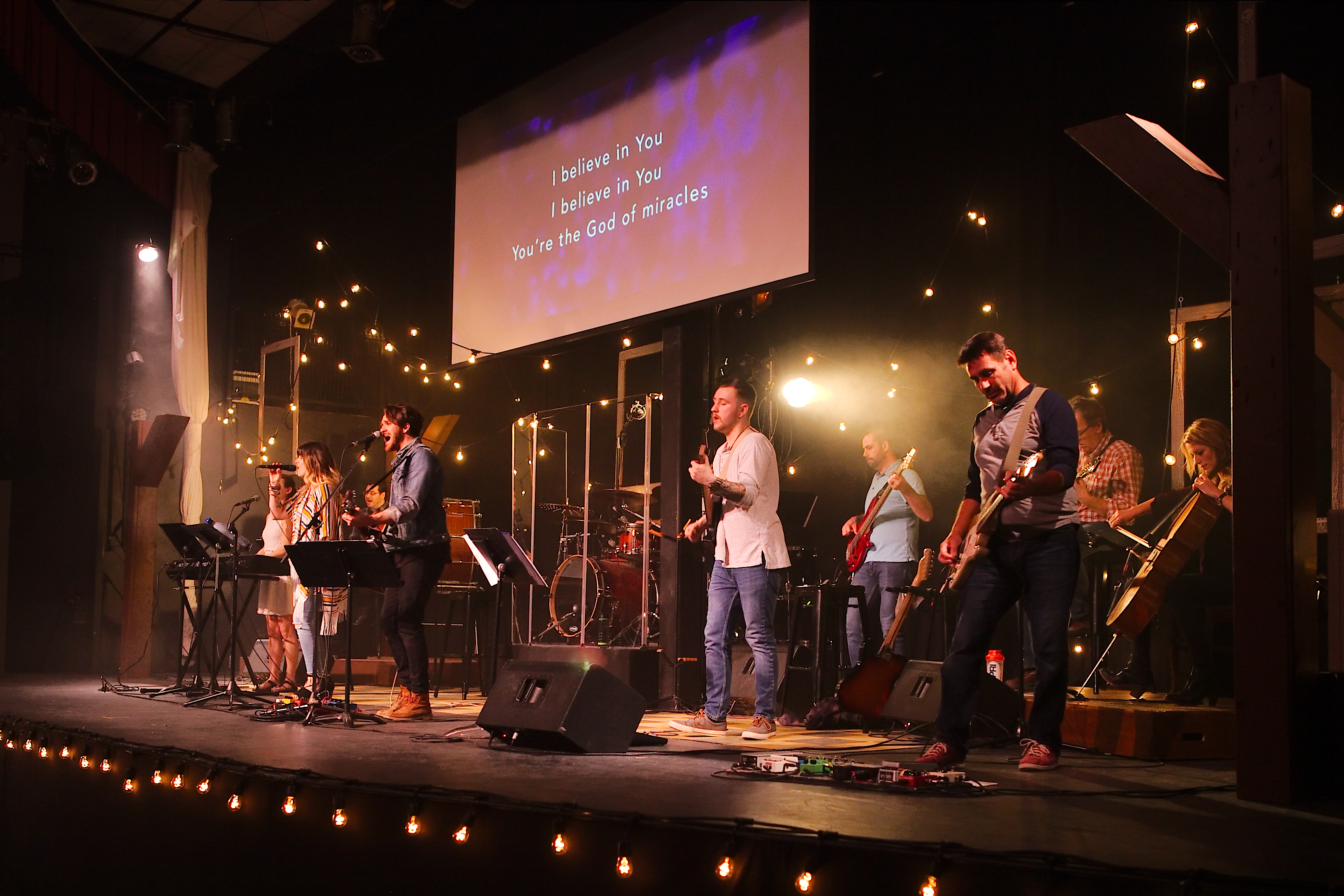
Culto en The Meeting Place en Winnipeg, Canadian Conference of Mennonite Brethren Churches.

Los cristianos acusados de haber bautizado a otra persona por segunda vez ya eran condenados en el Código de Justiniano (Título VI) y se estableció la pena de muerte contra ellos, la cual se aplicó en variadas ocasiones durante la Edad Media y luego en la época de la Reforma protestante.
Los actuales anabaptistas surgieron como vertiente de la Reforma radical en el siglo XVI, en Suiza, Austria, Alemania y Países Bajos.
En esa época había distintas expresiones del anabaptismo:
- La "revolucionaria", originada en la predicación y bautismos de adultos realizados por el tejedor alemán Nicolás Storch (Nikolaus Storch)[3] y sus compañeros Thomas Dreschel y Markus Stübner. Tuvo como defensor absoluto y destacado a Thomas Müntzer, que participó en la Guerra de los campesinos (1524-1525), la lucha de los campesinos alemanes contra los terratenientes feudales.
- La "extremista", que protagonizó el levantamiento en la ciudad de Münster (Rebelión de Münster, 1534-1535), encabezada por Jan Matthys y Jan van Leiden,[4] y propiciada por la predicación de Melchor Hoffman.
- La "unitaria" (unitarismo), representada por la personalidad de Miguel Servet, por los Hermanos Polacos (socinianismo) en Polonia y por Ferenc Dávid y las iglesias unitarias de Hungría y Transilvania.[5]
- La "pacifista" "trinitaria", que surgió primero en 1525 en Zúrich, bajo el liderazgo de Conrad Grebel en oposición a Zuinglio, y se extendió luego a Austria, Alemania, Holanda y Polonia, donde otros líderes, como Michael Sattler, Pilgram Marpeck, Baltasar Hubmaier, Hans Denck, Jacob Hutter, Ulrich Stadler, Dirk Philips y Menno Simons, lograron consolidar pequeñas iglesias siempre sometidas a una intensa persecución tanto por católicos como por protestantes y anglicanos.[6][7]

## Características

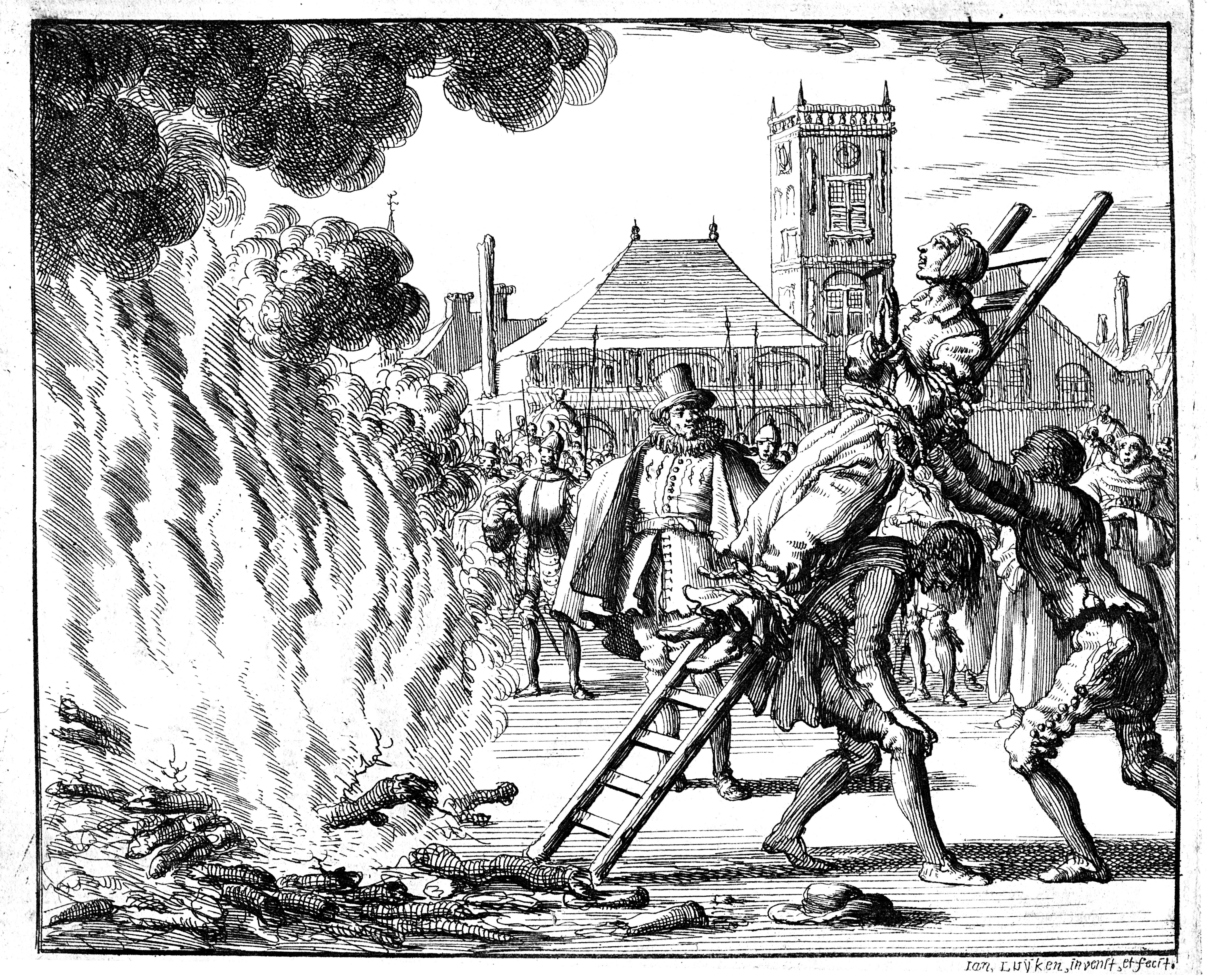
Ejecución en Ámsterdam, 1571. Queman a la anabaptista neerlandesaa Anneken Hendriks.
Grabado de Jan Luyken.

Aparte de compartir las principales doctrinas de la Reforma Protestante, como la definición de la Biblia como única regla infalible de fe, inspirada indudablemente por el Espíritu Santo; la aceptación de Jesucristo como único mediador; el sacerdocio de todos los creyentes y la presencia del Espíritu Santo y sus dones en cada cristiano; y el rechazo de la creencia en la transubstanciación durante la misa y de ésta como sacrificio, defienden la idea de que los cristianos convencidos, bautizados, deben vivir libres de la esclavitud del mundo, amar a los enemigos, abstenerse de toda violencia y solidarizarse materialmente con los pobres, sin apelar a las relaciones con el Estado para conseguir prebendas.
El anabaptismo puede definirse en tres puntos principales:
1. Un concepto de la esencia del cristianismo como discipulado.
2. La Iglesia como fraternidad.
3. Una ética y moralidad basada en el Sermón del monte.[8]

Por eso, insisten en la importancia de la comunidad de fe para la oración, la mutua corrección fraterna, mutua ayuda material, ser una comunidad establecida voluntariamente y el Cuerpo de Cristo que se celebra en la Eucaristía.
Rechazan enérgicamente las persecuciones y guerras religiosas y consideran un crimen la ejecución de cualquier persona por sus creencias. Su norma fue y sigue siendo “Libertad religiosa para todos los hombres para vivir la fe de su elección o ninguna”.
En América Latina casi todos los anabaptistas conservadores son menonitas de Rusia pero también hay diferentes grupos modernos de todas las demás ramas anabaptistas. En España solo existen anabaptistas, menonitas y Hermanos en Cristo en España nueva orden. “Anabautistas, Menonitas y Hermanos en Cristo – España” es el nuevo nombre elegido por la Asociación de iglesias menonitas y afines. Las siglas no cambian (AMyHCE) y se recupera el término “anabautista”, que enlaza a esta comunidad cristiana con el movimiento radical de Reforma que surgió en algunos países centroeuropeos durante el siglo XVI.
Los anabaptistas se clasifican en:
Los conservadoresAmish de la antigua orden, menonitas de la antigua orden, antigua colonia (inglés: Old Colony) de los menonitas de Rusia y huteritas. Sus idiomas principales son el deitsch (amish y menonitas de antigua orden), el plautdietsch (antigua colonia) y Alemán huterita (huteritas). Conservan tradiciones centenarias. Llevan un estilo de vida sencillo, gente llana e indumentaria llana. La historia de este grupo de anabaptistas se caracteriza por sus reiteradas migraciones, en busca de lugares donde establecerse y donde se acepten sus prácticas sin interferencia del Estado o la sociedad. Rechazan las nuevas tecnologías, la electricidad, internet, teléfono móvil... Según la comunidad y variedad de grupo religioso, son más o menos radicales. Además rechazan el servicio militar, ser miembros de fuerzas de seguridad y participar en cualquier clase de guerra. También rechazan la litigación personal, participar en la política y la educación pública.
Los modernosActúan como una iglesia protestante tradicional. La mayoría de las comunidades ya no utilizan el alemán, excepto en países de habla alemana, como Alemania o Suiza. Aceptan la vida moderna aunque con limitaciones. Según la comunidad, pueden rechazar la radio, la televisión, internet, la informática, los ordenadores, tener coche propio, telefonía móvil...o no rechazar nada.[cita requerida]

## Reproducciones
La investigación sobre los orígenes de los anabaptistas se ha viciado, tanto por las calumnias de sus enemigos como por las vindicaciones de sus amigos. Fue muy habitual colocar juntos tanto a los anabaptistas de Münster como a los anabaptistas radicales relacionados con los profetas de Zwickau, Jan Matthys, Jan de Leyden y Thomas Müntzer. Aquellos que desean corregir este error, tienden a sobrecorregir y negar todas las conexiones entre el principal movimiento anabaptista y su rama más radical.
La era moderna de la historiografía anabaptista surgió de la labor del estudioso católico Carl Adolf Cornelius con la publicación de Die Geschichte des Münsterischen Aufruhrs («La historia de los disturbios de Münster») en 1855. El historiador baptista Albert Henry Newman (1852-1933), de quien Bender dijo que ocupaba “la primera posición en el campo de la historiografía de la América anabaptista”, hizo una contribución importante con su obra Historia de la lucha contra el paidobaptismo (esto es, contra el bautismo de niños). Aunque existe un gran número de teorías sobre los orígenes del anabaptismo, las tres principales son:
1. Los anabaptistas comenzaron con una sola expresión en Zúrich y se propagaron desde allí.
2. Los anabaptistas surgieron a partir de varios movimientos independientes en diversos lugares a la vez; y
3. Los anabaptistas son una continuación del cristianismo del Nuevo Testamento (o sucesión apostólica perpetua de la Iglesia).

## En la actualidad
En la actualidad, hay en el mundo más de dos millones de anabaptistas de las denominaciones amish, huterita, menonita y la Iglesia de los Hermanos. En 2018, habría 2,13 millones de anabaptistas bautizados en 86 países.